# Lagoa Negra (Ilha Terceira)
A Lagoa Negra está situada no interior da caldeira da Serra de Santa Bárbara, a 1021 metros de altitude numa zona de grande pluviosidade com chuvas intensas mas sazonais com maior frequência no Inverno.
Enquadra-se num habitat de montanha com águas oligomesotróficas da região medioeuropeia e perialpina com vegetação aquática, com referência às espécies Littorella uniflora e Isoetes azorica.
É uma lagoa de pequenas dimensões, rodeada de grandes e abundantes turfeiras que ajudam a reter a controlar a aguais contribuindo assim para a continua alimentação da lagoa bem como para a alimentação da tolha freática da ilha.
Devido à sua localização dentro da Caldeira do vulcão da Serra de Santa Bárbara encontra-se também dentro da área abrangida pelo Sítio de Importância Comunitária da Serra de Santa Bárbara e Pico Alto que se desenvolve desde o nível do mar até às montanhas. Neste SIC está representada a maioria dos tipos de ecossistemas naturais dos Açores.
Existem neste SIC diversos exemplos de espécies e habitats protegidos por Legislação Comunitária (Directiva 92/43/CEE) e Nacional (Decreto-Lei n.° 140/99).

## Ver também

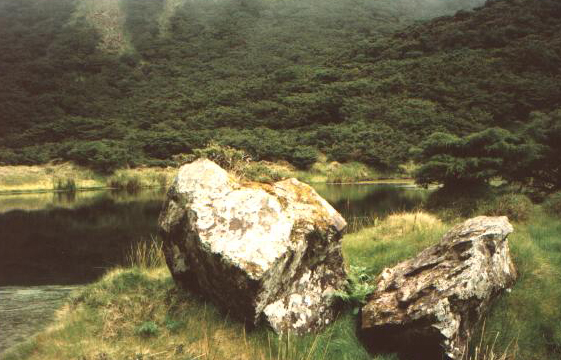
Lagoa Negra, pormenor, ao fundo mata endémica.